# Gaudérique Roget
Gaudérique Roget (Millars (Rosselló), 14 de gener del 1846 - París, 7 d'abril del 1917) va ser un militar francès d'origen nord-català que se significà especialment en el segon consell de guerra de l'afer Dreyfus i en un intent de cop d'estat, el 1899.

## Biografia
El seu pare, Jean Roget, era gendarme, militar com també ho serien els seus germans Emmanuel  i Henry  el petit. La mare dels tres germans era Eulàlia Garrigues.

### Carrera militar
El 1864 entrà a l'Escola especial militar, d'on el 1866 en sortí 21è de la seva promoció (sobre 239), amb graduació de sergent, i al mateix any feu les pràctiques com a sotstinent al 9è regiment de caçadors (Auch). Es formà a l'Escola d'Estat Major (1867-1869), on es graduà primer d'una promoció de 24. Va ser tinent en pràctiques al 2n regiment de caçadors d'Àfrica de l'abril del 1869 al juliol del 1870, i participà en la campanya d'Algèria en el mateix període. El 1870 va ser seleccionat com a ajudant de camp del general de Lajaille, i en aquest post participà en la guerra francoprussiana a l'exèrcit del Rhin del 28 de juliol del 1870 al 18 de març del 1871, per bé que va ser fet presoner de guerra a Metz, on estigué reclòs del 29 d'octubre del 1870 al 18 de març del 1871. Ascendit a capità de segona classe al 28.4.1871, la seva destinació en pràctiques al 26è regiment d'infanteria de línia s'allargà del 1871 al 1873, període en què visqué la campanya a l'interior amb l'exèrcit de Versalles, del 13 d'abril al 7 de juny del 1871 (l'exèrcit de Versalles fou l'encarregat d'enfrontar-se a la comuna de París, enfrontament que acabà amb la Setmana sagnant i la repressió posterior del maig del 1871, saldades amb milers de morts afusellats per l'exèrcit i un nombre molt superior d'arrestats, posteriorment empresonats i/o deportats). De la infanteria passà, en pràctiques, al 13è regiment d'artilleria (1873) i posteriorment al 12è. (1873-1874, a Vincennes). Acabades les pràctiques, entre 1874 i 1878 va ser ajudant de camp del general Lacretelle, comandant de la 19a. divisió d'infanteria, a Rennes. Ja amb el grau de capità de primera classe (22.1.1879), del 1879 al 1880 seguí essent ajudant de camp del general Lacretelle, ara comandant de la 4a. divisió d'infanteria, a Compiègne. El 1880 esdevingué oficial de l'Estat Major de la 4a. divisió fins que el 1883 rebé el grau de cap de batalló i l'ascens a cap de l'Estat Major de la mateixa divisió. Va ser comandant del 54è regiment d'infanteria de línia (1883-1886, Compiègne) fins que fou enviat novament a Àfrica, a l'Estat Major del 19è cos d'exèrcit (Algèria, 1886-1890). De tornada a Europa, després d'un pas com a tinent-coronel del 129è regiment d'infanteria (Lisieux, 1890), va ser destinat al 4t. "bureau" de l'Estat Major de l'exèrcit a París, on romangué fins al 1893. El 1894, ja amb els galons de coronel, manà el 126è regiment d'infanteria (Tolosa de Llenguadoc). Rebé les estrelles de general al 28 de desembre del 1897, quan esdevingué cap del 4t. "bureau" de l'Estat Major de l'exèrcit. El 1898, els ministres de la guerra Cavaignac, primer, i Zurlinden, després, el tingueren de cap de gabinet (o primer secretari). En dimitir Zurlinden, demanà que el transferissin a una brigada i, breument, es feu càrrec de la 9a. divisió, a París. Poc després, i potser a conseqüència de la seva actuació en un intent de cop d'estat, se'l destinà a Belfort, al comandament de la 28a. brigada d'infanteria, post on restà fins a demanar la jubilació el 1907. El 1908 fou adscrit a la reserva de l'Estat Major general de l'exèrcit.

### Distincions
- Cavaller (2.9.1871) i Oficial (30.12.1892) de la Legió d'Honor[3]
- Oficial de l'Acadèmia al 8 de setembre del 1875
- Comandant de l'Orde de Nichan-Ifitkhar, de Tunis, per decret d'11 de maig del 1888

## L'Afer Dreyfus
L'any 1894, el servei secret francès recuperà a l'ambaixada alemanya a París un document en relació amb secrets militars francesos. La investigació interna atribuí la cal·ligrafia del document al capità Alfred Dreyfus, que fou jutjat en consell de guerra i condemnat per traïdor. Dos anys més tard, el 1896, el coronel Picquart, cap del Deuxième Bureau (o servei d'informació militar), descobrí un altre paper que vinculava el comandant francès Ferdinand Walsin Esterházy amb l'agregat militar de l'ambaixada alemanya, i comprovà que la lletra era la mateixa que la de la prova d'acusació contra Dreyfus. En demanar l'opinió pública que es revisés el cas, l'estament militar francès no volgué acceptar que hi hagués hagut cap error en el primer judici, i s'alineà en contra de l'acusat; el tinent-coronel Hubert-Joseph Henry, sembla que sota pressió dels seus superiors, falsificà un escrit (posteriorment n'apareixerien més, de falsos) per acusar Dreyfus.
El 1898, els partidaris de l'oficial condemnat, amb la cara pública d'Émile Zola, desencadenaren una campanya pública de vindicació. Un judici militar manipulat declarà la innocència d'Esterházy, i li permeté exiliar-se a Anglaterra. Reexaminada la documentació per un tribunal civil, es descobrí la falsificació, i l'Henry se suïcidà. El cap del govern, Henri Brisson forçà la dimissió del ministre de la guerra, Cavaignac, i suggerí al germà d'en Dreyfus que demanés la revisió judicial del procés. Un consell de guerra a Rennes a l'agost-setembre del 1899 reafirmà la culpabilitat de l'acusat, si bé amb "circumstàncies atenuants"; al mateix any, el president Émile Loubet signà una llei d'amnistia per a implicats en el cas Dreyfus, comprenent-hi els falsificadors de les proves de l'acusació, que permeté, a la fi, d'alliberar el pres. El 1906, i després de noves investigacions que refutaren les proves condemnatòries fabricades ad hoc, la Cort de Cassació conclogué que s'havia d'anul·lar el Consell de guerra de Rennes (i l'anterior del 1894) perquè les proves no havien estat mai suficients perquè es jutgés l'acusat en primer lloc. L'exèrcit, molt a contracor, rehabilità parcialment l'oficial tan injustament tractat.

### Roget al Consell de Guerra de Rennes, el 1899

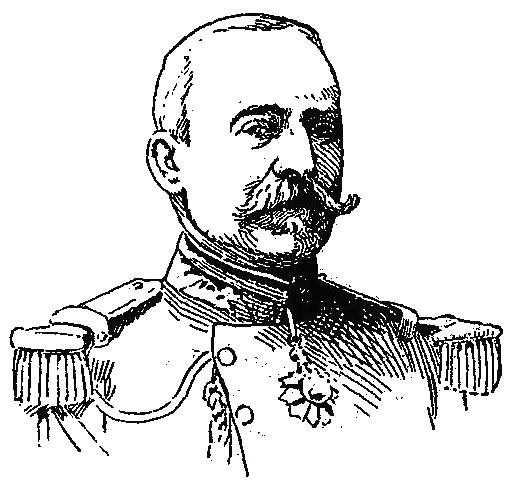
El general Roget

El general Roget havia tingut breument Dreyfus sota les seves ordres, quan aquest passà en pràctiques de formació pels diversos "bureaux" del Ministeri de la Guerra, i el 1893 n'havia fet un informe ambivalent ("Officier très actif, très intelligent, d'une assimilation extraordinairement facile, mais qu’il vaudrait mieux ne pas laisser aux bureaux des renseignements de l'état-major") que s'emprà com a factor de convenciment de la jerarquia militar en contra de l'acusat. Per encàrrec del ministre de la Guerra Cavaignac, el 1898 revisà tota la documentació del cas, i al consell de guerra de Rennes de l'any següent portà, juntament amb el general Auguste Mercier, l'acta d'acusació contra en Dreyfus. Declarà que "havia investigat l'Esterházy per aclarir els seus dubtes sobre la innocència d'en Dreyfus en tant que ell l'havia conegut en el seu primer pas per l'Estat Major de l'exèrcit (1891-1893)", i que podia examinar imparcialment els fets perquè, quan succeïren (el 1894), "era a províncies comandant un regiment d'infanteria".
Roget coneixia l'expedient detalladament i muntà l'acusació amb proves presentades en el primer judici, en rebutjà d'altres i en presentà de noves. Atacà Picquart (que els seus superiors havien volgut allunyar enviant-lo a Tunis amb la consigna que estigués callat) i la contra-investigació que aquest havia fet. Intentà exculpar els "experts" cal·ligràfics, que el 1897 creien que la lletra manuscrita de la prova de l'acusació era d'en Dreyfus i que el 1898 es contradeien reconeixent-la com de l'absent Esterházy; defensà aquest darrer perquè havia estat "la víctima d'una abominable acusació" segons afirmà. Finalment, amb gran passió i apel·lant al factor emocional, es reafirmà en el seu convenciment de la culpabilitat d'en Dreyfus. L'estudiós de l'Afer, Paul Marie considerà la "déposition du général Roget devant la Cour de cassation comme l'acte d'accusation définitif dressé contre Dreyfus" i d'aquesta forma avalà l'opinió dels partidaris de Dreyfus que creien que l'exèrcit havia condemnat definitivament l'acusat, i que cap judici ni prova exculpatòria faria, a l'estament militar, reconsiderar-ne la innocència. Subtilment, la personalitat, la seguretat i els galons del general també pogueren influir en els jutges del Consell de Guerra, oficials amb grau de coronel o inferior.

## Un cop d'estat frustrat

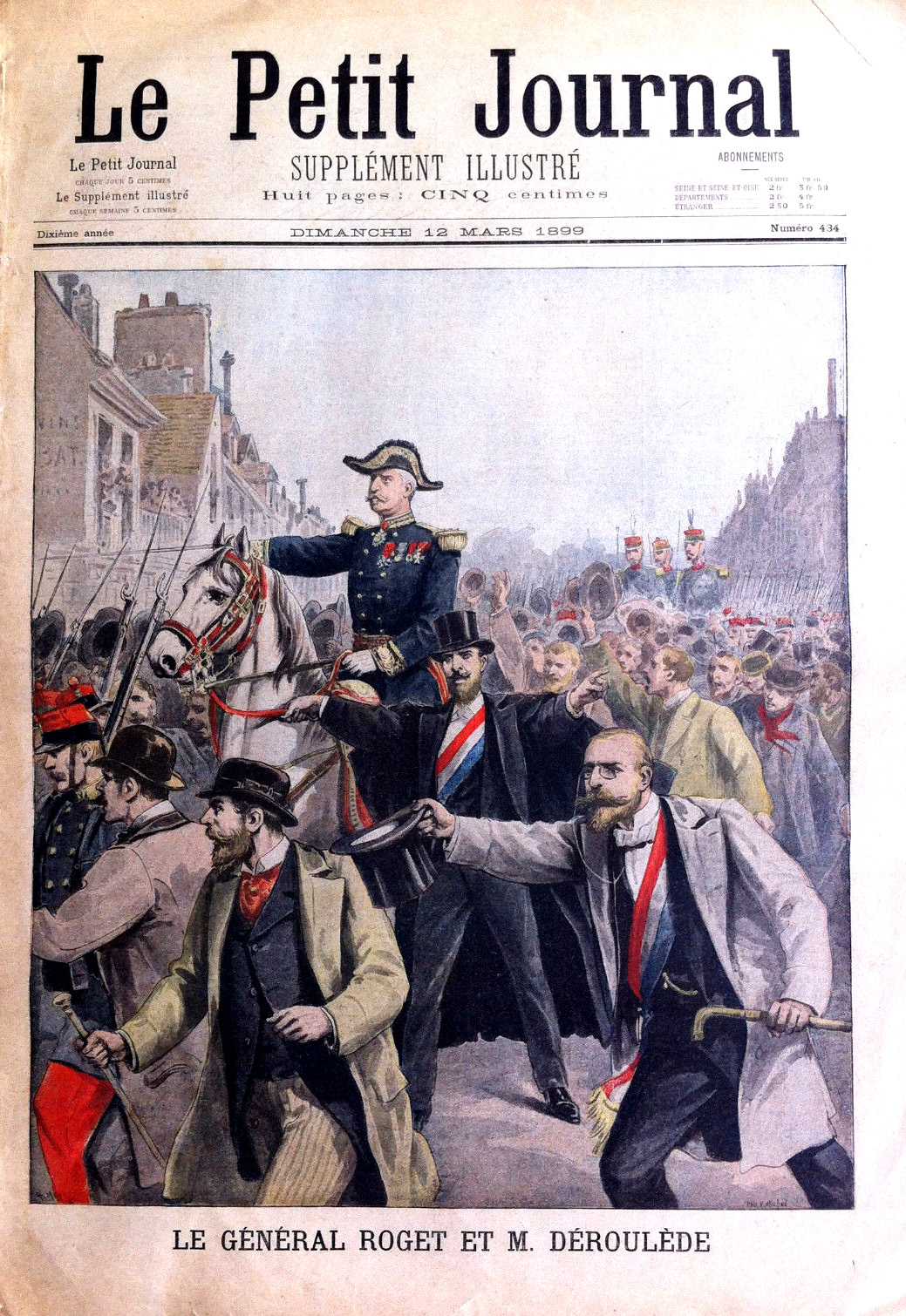
Paul Déroulède agafant la regna del General Roget, París, 1899. De Le Petit Journal del 12 de març.

En paral·lel al desenvolupament del consell de guerra, el 23 de febrer del 1899 el general Roget va ser -sembla que involuntàriament- co-protagonista d'un intent de cop d'estat que la seva intervenció va evitar.
El diputat Paul Déroulède presidia la Lliga dels Patriotes, que s'exclamava públicament contra els escàndols financers que colpejaven persones properes al govern, i defensava una renovació urgent del sistema polític francès; les seves intervencions apassionades a l'Assemblea nacional havien portat sovint a escenes tumultuoses i fins i tot a duels. Mort el president Félix Faure, els lliguistes cregueren que podrien aprofitar l'ocasió per fer caure el govern i, a aquest fi, convocaren un gran nombre de simpatitzants a la rodalia del seguici fúnebre. El president Émile Loubet, elegit pel Parlament com a substitut del difunt Faure, va fer a peu el trajecte que el menà del palau de l'Elisi a la catedral de Nôtre Dame pel funeral, i d'allí al cementiri del Père-Lachaise per a l'enterrament, però malgrat els plans dels conjurats, la gernació present els retingué d'intentar cap bullanga.
Un cop dissolt el seguici, però, els lliguistes volgueren servir-se de les tropes, ja de camí cap a la caserna, que havien fet servei d'honor a la cerimònia, i en Déloulède exigí al general Roget que les encapçalava que es dirigís a l'Eliseu (seu del president del govern) per "salvar França i la República" i deposar en Loubet. En una imatge que la premsa reproduí, i que contribuí a fixar en l'imaginari popular la imatge d'ambdós, diputat i general, el polític arribà a agafar la brida del cavall del militar mentre partidaris del cop assetjaven els soldats i els incitaven amb proclames patriòtiques. En Roget ordenà les tropes de recloure's a la caserna del carrer de Reuilly. El diputat insistí a seguir-lo a l'interior, i el general el feu confinar a la sala de banderes sota vigilància, tot avisant la policia perquè el vinguessin a detenir. La "Cour d'Assisses" del Sena exonerà el diputat el 29 de maig del mateix any, en vista que la Cambra havia políticament descartat l'acusació que s'hagués tractat realment d'un intent de cop d'estat. La figura d'en Roget, però, sortí pitjor parada, perquè se sospità que simpatitzava amb els revolucionaris, per més que hagués evitat el cop, i al juny del mateix any va ser destinat a la 28a. brigada d'infanteria a Belfort. Vuit anys més tard, es jubilà de l'exèrcit en el mateix post i amb la mateixa graduació de general de brigada.